# Atacul de la Benghazi din 2012
Atacul de la Benghazi din 2012 a fost un atac coordonat împotriva a două centre guvernamentale ale Statelor Unite din Benghazi, Libia de către membri ai grupării militante islamice Ansar al-Sharia.
La 11 septembrie 2012, la ora locală 21:40, membrii Ansar al-Sharia au atacat complexul diplomatic american din Benghazi, ceea ce a dus la moartea ambasadorului Statelor Unite în Libia, J. Christopher Stevens, și a ofițerului de gestionare a informațiilor din Serviciul Extern al SUA, Sean Smith.

În jurul orei 4:00 a.m. pe 12 septembrie, grupul a lansat un atac cu mortiere împotriva unei anexe CIA aflată la aproximativ 1,6 km distanță, ucigând doi contractori CIA Tyrone S. Woods și Glen Doherty și rănind alți zece. Analiza inițială a CIA, repetată de înalți oficiali guvernamentali, a indicat că atacul a apărut în mod spontan în urma unui protest. Investigațiile ulterioare au arătat că atacul a fost premeditat, deși răzvrătiții și jefuitorii care nu fac parte inițial din grup s-ar fi putut alătura după ce au început atacurile.
Nu există dovezi definitive că Al-Qaeda sau orice altă organizație teroristă internațională a participat la atacul de la Benghazi. Statele Unite au crescut imediat securitatea la nivel mondial în centrele diplomatice și militare și au început să investigheze atacul de la Benghazi. Guvernul Libiei a condamnat atacurile și a luat măsuri pentru desființarea milițiilor. 30.000 de libieni au mărșăluit prin Benghazi condamnând Ansar al-Sharia, care s-a format în timpul Războiului Civil Libian din 2011 pentru a-l răsturna pe Muammar Gaddafi.
În ciuda acuzațiilor persistente împotriva președintelui Barack Obama, Hillary Clinton și Susan Rice, zece investigații – șase ale comitetelor Congresului controlate de republicani – nu au constatat că ei sau alți oficiali de rang înalt al administrației Obama au acționat necorespunzător.  Patru oficiali de carieră ai Departamentului de Stat au fost criticați pentru că au respins cererile de securitate suplimentară la unitatea înainte de atac. Eric J. Boswell, secretarul de stat adjunct pentru securitate diplomatică, a demisionat sub presiune, în timp ce alți trei au fost suspendați. Ca secretar de stat, Hillary Clinton și-a asumat ulterior responsabilitatea pentru erorile de securitate.
La 6 august 2013, s-a raportat că Statele Unite au depus acuzații penale împotriva mai multor persoane presupuse că ar fi fost implicate în atacuri, inclusiv liderul miliției Ahmed Abu Khattala. Khattala a fost descris atât de oficialii libieni, cât și de cei americani drept liderul din Benghazi al Ansar al-Sharia. Departamentul de Stat al Statelor Unite ale Americii a desemnat Ansar al-Sharia ca organizație teroristă în ianuarie 2014. Khattala a fost prins în Libia de forțele speciale ale armatei Statelor Unite, care acționau în coordonare cu FBI, în iunie 2014.[28] Un alt suspect, Mustafa al-Imam, a fost capturat în octombrie 2017.